# Kia Sorento
Kia Sorento — среднеразмерный кроссовер корейской фирмы Kia Motors. Был представлен на автовыставке в Чикаго зимой 2002 года. Название Sorento происходит от Сорренто — итальянского курортного городка. В том же году начал продаваться. В модельном ряду Sorento занимает место между более компактным Sportage и полноразмерным Mohave.
Автомобиль имеет 4 поколения, второе выпускается с 2009 года, построено на платформе своего главного конкурента Hyundai Santa Fe. В 2012 году претерпел рестайлинг.

## Первое поколение
Sorento первого поколения — рамный среднеразмерный внедорожник. Автомобиль был представлен в середине 2002 года и производился до 2009 года.
Sorento первого поколения комплектовался с 3,5 двигателем (3,5 л двигатель был сделан Hyundai) DOHC V6 мощностью 192 л. с. (143 кВт). Вместе с ним были на выбор 5-ступенчатая МКПП и 4- или 5-ступенчатая АКПП. Объём бака — 79 л. Также в составах комплектаций была антиблокировочная тормозная система (ABS).

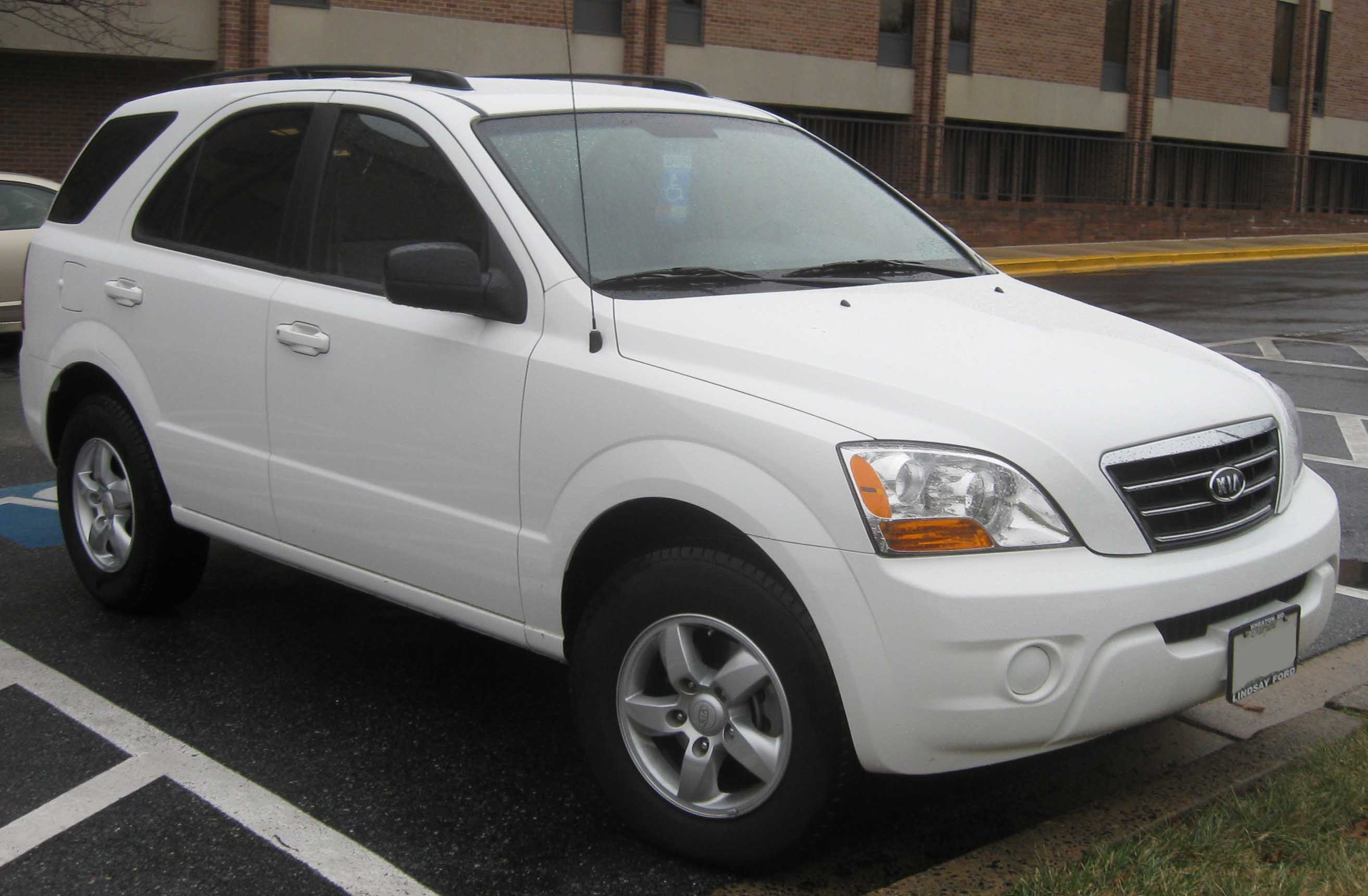
2006-2009

В 2006 году произошла модернизация. Был изменён дизайн и добавлены более мощные двигатели. Всего произведено почти 900 тыс. автомобилей Sorento первого поколения.

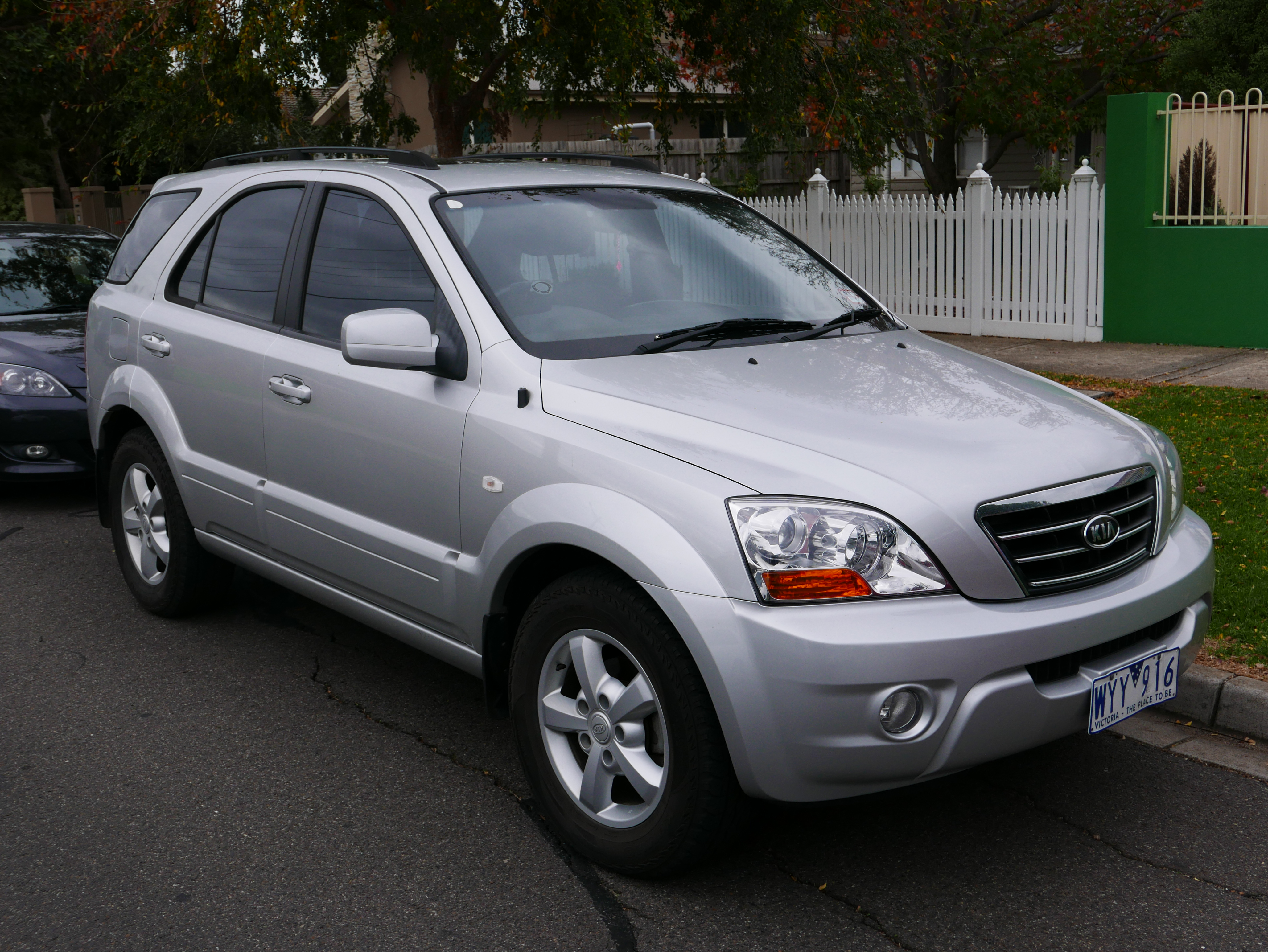
2009—2010

В 2008 году Sorento прошёл очередное обновление. Была слегка изменена решётка радиатора. В августе 2008 года начались продажи обновлённой модели в Канаде, а в апреле 2009 года в США.
С 2007 года налажена крупноузловая сборка (SKD) на заводе ИжАвто в России, а с 2008 и мелкоузловая сборка (CKD). В 2009 году из-за банкротства завода ИжАвто производство кроссовера было остановлено. Однако из-за наличия неиспользованных сборочных комплектов в середине 2010 года производство в Ижевске возобновилось, но после выпуска партии из 800 ед. сборка Sorento I была остановлена окончательно.

### Безопасность
| Euro NCAP                                                  | Euro NCAP | Euro NCAP | Euro NCAP |
| ---------------------------------------------------------- | --------- | --------- | --------- |
| Рейтинги                                                   | Пассажир  |           | 25        |
| Рейтинги                                                   | Пешеход   |           | 3         |
| Протестированная модель: Kia Sorento GLS 2,5 diesel (2003) |           |           |           |

## Второе поколение
Новый Kia Sorento был представлен на Сеульском автосалоне в апреле 2009 года, в России продажи этой модели стартовали 10 сентября 2009. Всего в 2009 году было продано 1475 машин.
Дизайном занимался Петер Шрайер. Был разработан совершенно новый несущий кузов, предоставляющий достаточно места для семи человек, при этом было решено отказаться от рамной конструкции предыдущего поколения.
Также был разработан новый дизельный двигатель, соответствующий стандарту выхлопа Евро-5, с 197 л. с. и крутящим моментом 435 Н·м.
Sorento второго поколения производился в трёх комплектациях: LX, EX и SX. SX доступна только с 3,5 литровым двигателем мощностью в 276 л.с (206 кВт). LX доступна с 2,4 литровым двигателем мощностью 175 л. с. (130 кВт). EX была доступна с 2,2-литровым двигателем мощностью 191 л. с.

### Рестайлинг в 2013 году

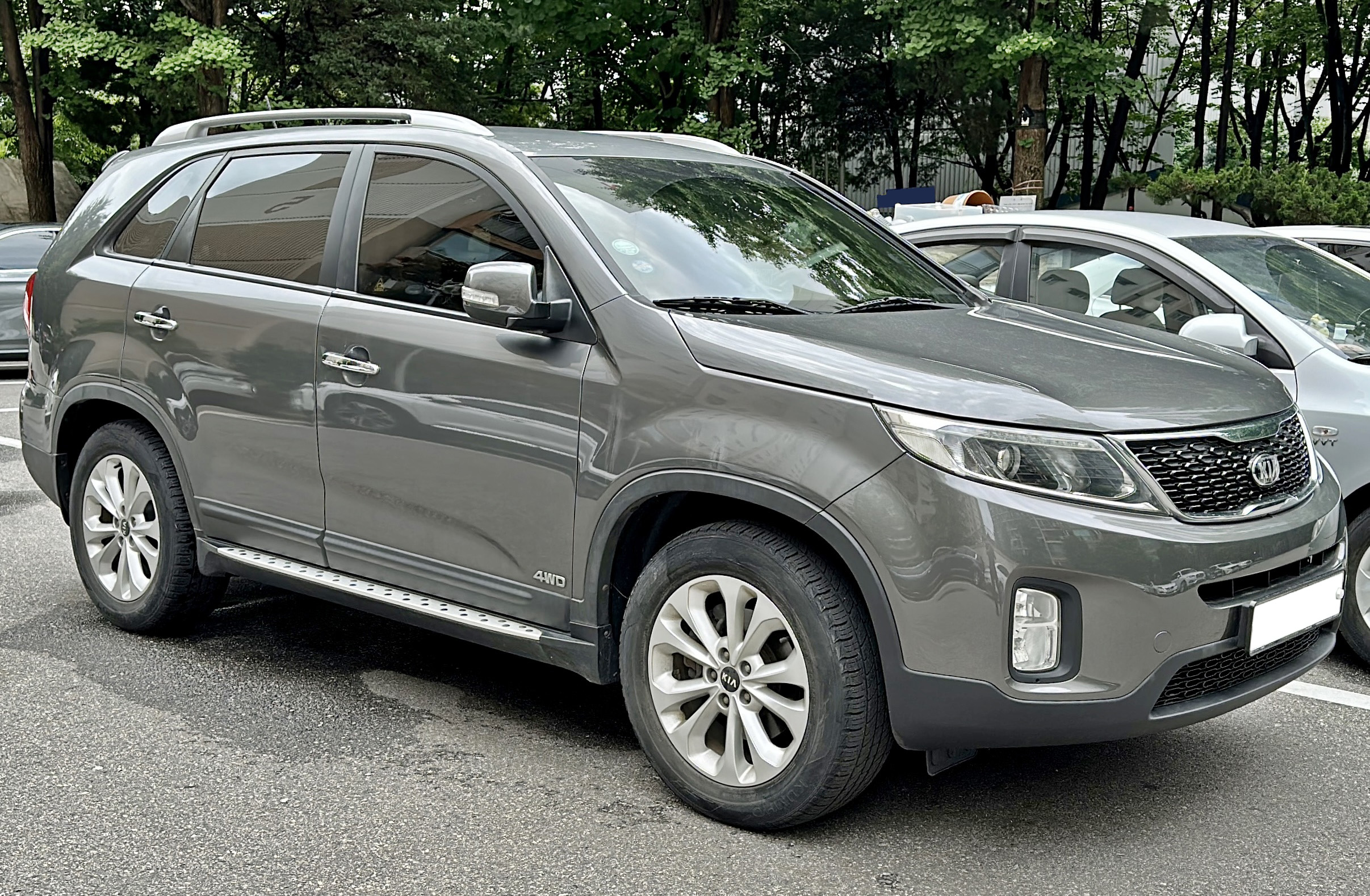
После рестайлинга

В 2013 году Sorento претерпел рестайлинг. Для обновленного кроссовера предложены модернизированные двигатели: бензиновый 2.4 (175 л. с.) и два дизеля — 2.0 (150 л. с.) и 2.2 (197 л. с.).
Кроссовер получил новые фары головного света со светодиодами габаритных огней, новые задние фонари со светодиодами, обновленную фальшрадиаторную решетку с аккуратным обрамлением хромированным пластиком, новый передний бампер с измененной геометрией и увеличенными прорезями дополнительных воздуховодов, новый задний бампер с отражающими катафотами прямоугольной формы с вертикальным расположением, как и у передних дополнительных противотуманных фар.
Автомобиль, по заверению представителей компании-производителя, стал обладать лучшей управляемостью, способен обеспечить для своих пассажиров больший комфорт и нацелен на более высокие характеристики безопасности. У потребителей появилась возможность поставить 19-дюймовые легкосплавные диски.

### Безопасность
| Euro NCAP                                          | Euro NCAP | Euro NCAP | Euro NCAP             |
| -------------------------------------------------- | --------- | --------- | --------------------- |
| · общий рейтинг                                    |           |           |                       |
| 87%                                                | 84%       | 44%       | 71%                   |
| взрослый пассажир                                  | ребёнок   | пешеход   | активная безопасность |
| Протестированная модель: Kia Sorento дизель (2009) |           |           |                       |

## Третье поколение
В 2014 году на Парижском автосалоне был показан Sorento третьего поколения. В России автомобиль называется Sorento Prime.
Автомобиль оснащается бензиновыми моторами 2.4 (188 л. с.), V6 3.3 (250 л. с.), V6 3.5 (290 л. с.), а также турбодизелем объёмом 2,0 литра (186 л. с.) и 2,2 литра и мощностью 200 л. с. Все версии имеют полный привод и комплектуются шестиступенчатой и восьмиступенчатой автоматической коробками передач. Машина может иметь пять или семь мест в зависимости от исполнения.
Kia Sorento Prime для российского рынка выпускается крупноузловым способом на заводе «Автотор» в Калининграде.

### Модели (США)
В Соединенных Штатах с 2016 года Kia Sorento третьего поколения предлагается в пяти комплектациях:
L представляет новую и базовую модель. На 2016 год она предлагает двигатель I4 2.4L Gdi, мощностью 190 л. с. с шестиступенчатой автоматической коробкой передач, с передним приводом. Стандартные функции включают в себя A/MF/M радио с однодисковым проигрывателем компакт-дисков и шестью динамиками, а также входные гнезда для вспомогательного звукового устройства, а также IPod или другое устройство USB, и может управляться от радио в Sorento UM. SIRIUS спутниковое радио также является стандартным, как Bluetooth и A2DP STEREO потоковое аудио. Также включены легкосплавные диски, тканевые посадочные поверхности.
LX ранее была базовой моделью, и в настоящее время является 2-й по уровню. Она основана от модели L, а также предлагает двигатель 3.3L V6 Lambda, мощностью 290 л. с., и доступен с передним или полным приводом. Также есть сенсорный экран Kia Uvo радио, подогрев передних сидений, люк и передние противотуманные фары.
EX является моделью среднего уровня, а также предлагает стандартный 2.0L турбированный двигатель I4, мощностью 240 л. с. (двигатель V6 также доступен). Радио Uvo выпускается в стандартной комплектации, и есть кожаные сиденья в качестве стандартного оборудования. Также есть сидения третьего ряда. Литые диски с черными вставками являются стандартным оборудованием, так же как противотуманные фары и подогрев сидений. EX Premium Package добавляет такие функции, как звуковая система Infinity, навигационная система, HD радио и многое другое.
SX является 4-й по уровню и стоит перед «топовой» комплектацией. Комплектация предлагает двигатель V6 в стандартной комплектации. Навигационная система поставляется стандартно, как и HD Radio и звуковая система Infinity. Push-button со смарт-ключом также является стандартным.
Limited (ранее известная как SX Limited), является высшей комплектацией. Комплектация предлагает тот же самый двигатель I4 в стандартной комплектации и двигатель V6, являющийся дополнительным в моделях EX и SX. Nappa кожаные сидения являются стандартным оборудованием, так же как и подогрев и вентиляция передних сидений, а также подогрев задних сидений. Панорамный люк также стандартный, как и хромированные литые диски. Для 2017 года производства 5-местного SX Limited прекращено.

## Четвёртое поколение
Четвёртое поколение Sorento было представлено в феврале 2020 года. Оснащён тремя видами двигателей: рядная «четверка» 2,5 (180 л.с), V-образная «шестерка» 3,5 (249 л.с) и 2,2 (199 л.с) литровый дизельный двигатель. Комплектуются шестиступенчатой (2.5 MPI) и восьмиступенчатой коробками передач (3,5 MPI), а также роботом (2,2 DCT).

## Награды
Получил всероссийскую премию "Лучший автомобиль 2022 года в классе средние внедорожники"